# Topness
Die Topness {\displaystyle T} (früher vereinzelt auch Truth genannt) bezeichnet eine Quantenzahl im Standardmodell der Teilchenphysik. Topness ist, neben Isospin, Charm, Strangeness und Bottomness eine der Flavour-Quantenzahlen der Quarks.
Als Quark-Teilchen vom Up-Typ hat das Top-Quark t die Topness {\displaystyle T=+1}; das zugehörige Antiteilchen, das Top-Antiquark t, hat {\displaystyle T=-1}. Alle anderen fundamentalen Elementarteilchen haben keine Topness {\displaystyle T=0}. Daher ist die Topness eines Systems gleich der Anzahl der Top-Quarks minus der Anzahl der Top-Antiquarks:
{\displaystyle T=n_{t}-n_{\overline {t}}}.
Wie alle Flavour-Quantenzahlen bleibt Topness bei starker und elektromagnetischer Interaktion erhalten, aber nicht unter schwacher Interaktion. 
Da das Top-Quark aber sehr instabil ist und seine Halbwertszeit unter 10−23 s beträgt, der benötigten Zeit für Wechselwirkungen mit der starken Kraft (es zerfällt vorher in ein anderes Quark, meist ein Bottom-Quark), hadronisiert es nicht. Es gibt daher keine Hadronen (also Mesonen und Baryonen) mit Topness ≠ 0.